# Karfa
Karfa (arab. قرفــا) – miejscowość w Syrii, w muhafazie Dara. W 2004 roku liczyła 4885 mieszkańców.